# Airman's Medal
L’Airman’s Medal est une décoration militaire des États-Unis d’Amérique

## Généralités
Cette décoration est décernée aux personnels de l’U.S. Air Force qui se sont distingués par la mise en péril de leur vie pour accomplir une action héroïque, mais en temps de paix.
Elle fut instituée en 1960, et le premier récipiendaire fut le capitaine John Burger de l’U.S. Air Force, qui a reçu cette décoration de manière rétroactive pour des actions accomplies en 1959.
Entre 1947 et 1959, les personnels de l’U.S. Air Force étaient éligibles à la Soldier's Medal qui est aujourd’hui l’équivalent de l’Airman’s Medal pour l’U.S. Army.

## Récipiendaires célèbres
- Duane D. Hackney
- William H. Pitsenbarger
- Charles A. Hildebrand
- Joshua P. Johnson
- Thomas E. Wood
- Damon J. Foss
- Spencer Stone

## Sources
- (en) Cet article est partiellement ou en totalité issu de l’article de Wikipédia en anglais intitulé « Airman's Medal » (voir la liste des auteurs).